# 29 juin 2006
Le jeudi 29 juin 2006 est le 180e jour de l'année 2006.

## Décès
- Paul Lorrain (né le 8 septembre 1916), physicien et professeur québécois
- Ed Hugus (né le 30 juin 1923), pilote automobile américain
- Jacques Lavédrine (né le 1er février 1925), homme politique français
- Joseph Edamaruku (né le 7 septembre 1934), journaliste et rationaliste indien
- Pierre-Yvon Trémel (né le 9 août 1946), personnalité politique française
- Fabián Bielinsky (né le 3 février 1959), réalisateur argentin
- Boban Janković (né le 15 décembre 1963), joueur de basket-ball serbe

## Autres événements
- Première diffusion du manga Binbō shimai monogatari
- Première diffusion du dernier épisode de la série Vice Squad, de Lilo et Stitch, la série, de Le Bureau
- Coupe d'Europe des nations d'athlétisme 2006
- Sortie du DVD Escaflowne : Une fille sur Gaïa
- Sortie du film coréen Aachi et Ssipak
- Dernière diffusion de l'émission Campus
- Diffusion au Japon du jeu Finder Love
- Parution du roman Alien Earth
- Début des Championnats d'Europe d'escalade 2006
- Dernière diffusion de l'émission Charivari